# Dichrogaster nigriceps
Dichrogaster nigriceps là một loài tò vò trong họ Ichneumonidae.